# Station Nuenen-Tongelre
Het Station Nuenen-Tongelre, ook wel bekend als Eeneind, werd op 1 oktober 1866 geopend aan de spoorlijn Venlo - Eindhoven op het Eeneind, wat nu een deel van Nuenen is.

## Geschiedenis
In 1859 waren er plannen om een spoorlijn vanuit Den Bosch aan te leggen richting Helmond. De gemeente Eindhoven voelde zich daarbij aan de kant gezet en heeft ervoor gezorgd dat deze verbinding via Eindhoven naar Helmond en Venlo zou lopen.
Nuenen lag daardoor ook aan de spoorlijn tussen Eindhoven en Helmond. Op 1 december 1863 is de aanleg van de verbinding Helmond-Eindhoven voltooid en heeft er voor de eerste maal een trein over gereden.
Op 1 oktober 1866 werd de lijn van Venlo - Eindhoven opengesteld. Tegelijkertijd werd het station Nuenen-Tongelre geopend op Eeneind, wat nu Nuenens industriegebied is.
In 1867 werd er achter het station een bierbrouwerij opgericht, dat pand staat nog steeds aan de eveneens bestaande stationsweg. Ook het stationskoffiehuisje achter het voormalige station bestaat nog.
Het station werd veel gebruikt voor het lossen van steenkolen, aardappelen, kunstmest en hout. Veel mensen vonden het dan ook stinken rond het station.
In 1896 werd het eerste Nederlands fietspad aangelegd tussen het station Nuenen en Eeneind.
In 1906 werd aan de rechterkant van het station een lage zijvleugel bijgebouwd.
Toen in 1913 de spoorlijn Eindhoven - Weert in gebruik werd genomen werd de naam van Station Nuenen-Tongelre gewijzigd in Station Nuenen.
Op 15 mei 1938 werd het station gesloten. Het station was in de periode van 10 juni 1940 tot 19 augustus 1940 nog tijdelijk open voor personenvervoer, daarna enkel nog voor goederenvervoer.
Op 28 mei 1972 werd het station ook voor het goederenvervoer gesloten. In de maand oktober van datzelfde jaar werd het stationsgebouw, dat inmiddels 106 jaar oud was, gesloopt.

## Stationsgebouw
Het stationsgebouw was een ontwerp van de architect K.H. van Brederode en was van het standaardtype SS 5e klasse. Men begon met de bouw in 1864. In 1906 werd er aan de linkerzijde een vleugel bijgebouwd en werd er een verdieping in het middendeel van het gebouw geplaatst.

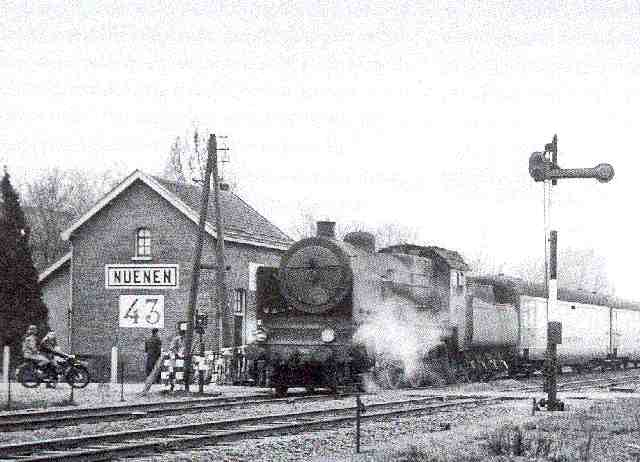
Wachterswoning (1955)
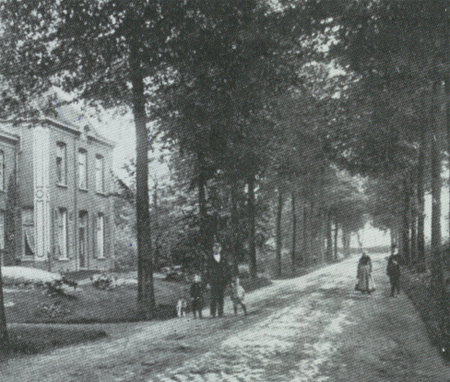
Stationsweg Nuenen (1900)
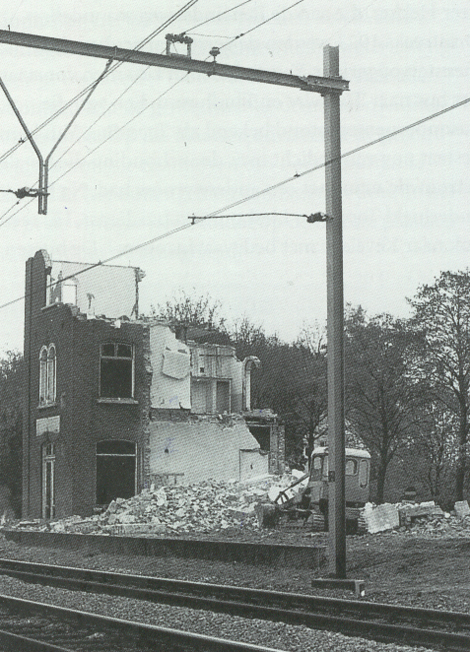
Sloop in 1972